# Hullavington
Hullavington, è un villaggio e una parrocchia civile della contea del Wiltshire che si trova a circa 6 km a sud-ovest di Malmesbury e 9 km a nord di Chippenham nel Sud Ovest dell'Inghilterra, Regno Unito.

## Geografia

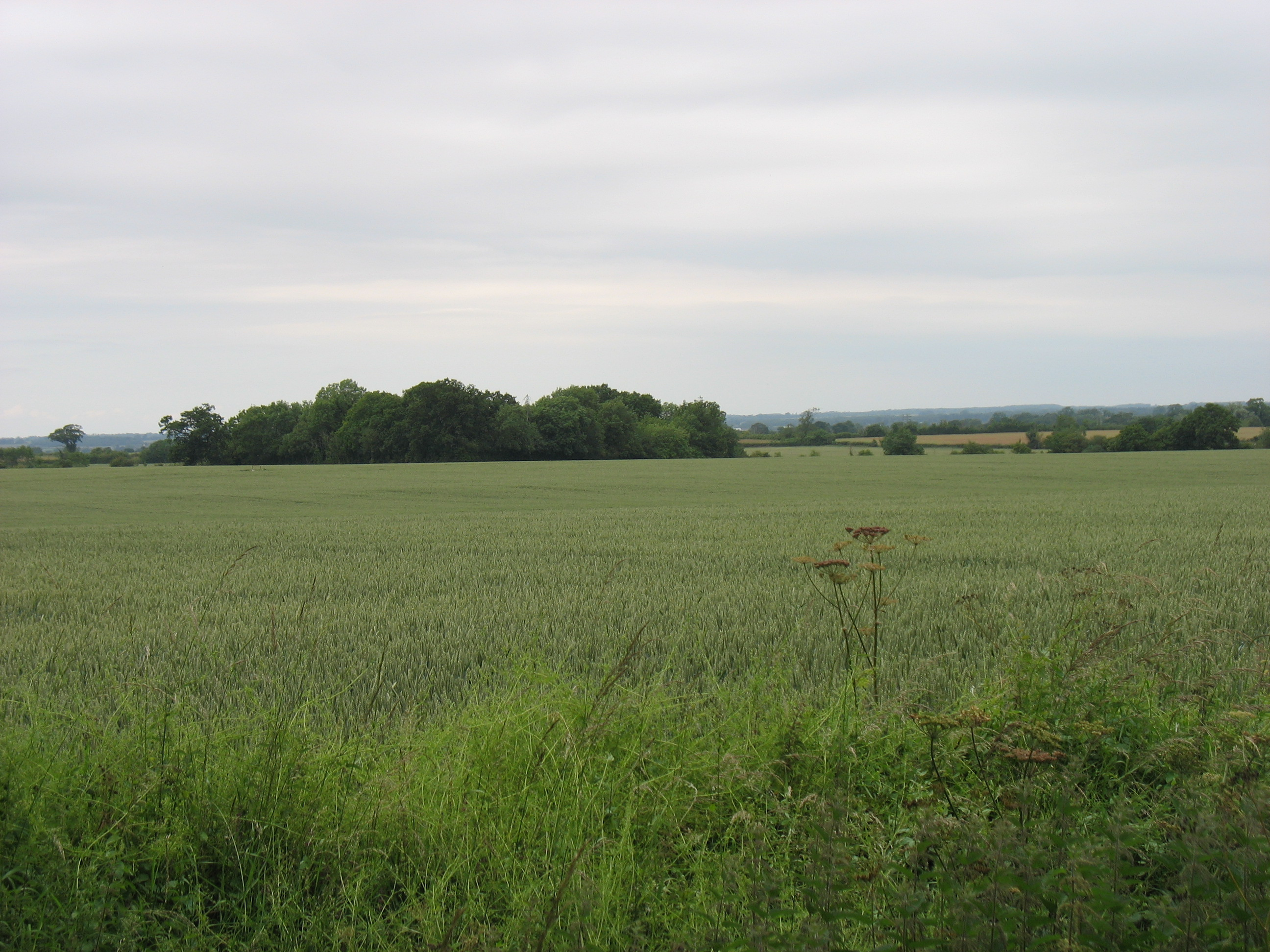
Territorio agricolo nella parrocchia civile di Hullavington

### Territorio
Il territorio della parrocchia civile di Hullavington occupa una superficie di 12.49 km² con un livello medio sul mare di 102 metri. La Roman Foss, una strada romana, segna il confine occidentale della parrocchia. Il Gauze Brook, un affluente del Bristol Avon, attraversa la parrocchia da sud-ovest a nord-est. L'area è lunga 4 km da nord a sud e 7 km da est a ovest, e comprende il villaggio di Hullavington, il borgo di Bradfield e il sito dell'ex borgo di Surrendell. Nel 1084 Surrendell apparteneva a Dunlow. I riferimenti a una strada chiamata Hundred Way e a un campo e fattorie chiamati Dunley suggeriscono che il luogo di incontro di Dunlow fosse nell'area. La parrocchia di Hullavington si estendeva su 3.255 acri fino al 1884, quando 49 acri di Norton, all'angolo nord-est, le furono trasferiti. All'angolo sud-occidentale, 216 acri furono trasferiti a Grittleton nel 1934 e nel 1989 la parrocchia si estendeva per 1.249 ettari. Per oltre metà della sua lunghezza, il confine parrocchiale segue strade e corsi d'acqua, la Roman Foss Way segnava il confine occidentale, il Gauze Brook parte di quello meridionale e una piccola parte di quello settentrionale. I confini di Hullavington non sono menzionati in nessuna delle prime carte che ci sono pervenute, ma i riferimenti ai corsi d'acqua che dividono Hullavington da Grittleton e Norton e alla strada che divide Hullavington da Corston a Malmesbury in antiche descrizioni dei confini di queste altre località suggeriscono che siano antichi, ed è probabile che la Roman Foss sia stata un confine antico di Hullavington, così come lo fu di Norton e Grittleton. Una strada segnava l'intero confine tra Hullavington e Surrendell, mentre il ruscello Gauze segnava la maggior parte di quello tra Hullavington e Bradfield.
Il terreno degrada dolcemente da ovest a est. Il punto più alto è di 126 metri sul livello del mare nell'angolo sud-ovest, e il più basso, sotto i 76 metri, è nell'angolo nord-est. L'argilla del Forest Marble affiora nella parte occidentale più alta della parrocchia, il Cornbrash al centro e l'argilla di Kellaways nella parte nord-orientale più bassa. La sabbia di Kellaways affiora come una bassa cresta a nord-est del villaggio di Hullavington. Il ruscello di Gauze ha depositato una stretta striscia di detriti alluvionali, in misura maggiore nell'angolo nord-est. L'argilla di Kellaways favorisce il pascolo, quella di Cornbrash l'aratura. L'argilla a ovest è stata utilizzata per entrambi gli scopi. I campi aperti di Hullavington si trovavano sul Cornbrash a sud e a est del villaggio, sull'argilla a nord-ovest. Il terreno di Bradfield era costituito principalmente da Cornbrash e argilla di Kellaways, quello di Surrendell interamente da argilla del Forest Marble. A metà del XX secolo parte del terreno pianeggiante a sud-est del villaggio di Hullavington venne utilizzato, essendo particolarmente adatto allo scopo, come aeroporto.

## Storia
Vi sono poche evidenze di insediamenti preistorici. Un lungo tumulo a sud-ovest di Surrendell Farm e quello che potrebbe essere stato un cromlech a est sono infatti gli unici resti preistorici rinvenuti nella parrocchia. L'insediamento fu embricato e Hullavington è un villaggio di strada. Nel Medioevo Bradfield e Surrendell sembra siano stati borghi ma in seguito divennero singole fattorie. Diverse altre fattorie furono costruite nella parte occidentale della parrocchia, ma ci sono stati pochi nuovi insediamenti lontano dal villaggio, a est. Con 177 contribuenti, riferiti alla tassa pro capite, la parrocchia era abbastanza popolata nel 1377. La popolazione aumentò rapidamente all'inizio del XIX secolo, da 395 nel 1801 a 708 nel 1851, e raggiunse un picco di 734 abitanti nel 1871. Scese a 543 nel 1891 poi crebbe a 823 grazie alla presenza di circa 275 nuovi arrivati durante la costruzione della linea ferroviaria nel 1901, e raggiunse il punto più basso del XX secolo di 478 nel 1921. La popolazione si ridusse quando parte della parrocchia fu trasferita a Grittleton, ma nella seconda metà del XXI secolo le nuove abitazioni nel villaggio di Hullavington e nell'aeroporto portarono a un rapido aumento.
La struttura insediativa di Hullavington Street suggerisce una pianificazione abbastanza antico. Su entrambi i lati le fattorie di proprietà terriera si affacciavano sulla strada e alle loro spalle si trovavano edifici agricoli e piccoli recinti di pascolo. Su entrambi i lati, i confini nord-sud dei lotti si univano per formare lunghi confini netti paralleli alla strada. Questi confini furono probabilmente stabiliti nel 1440, quando furono piantate siepi a est e a ovest di Townsend, presumibilmente per separare i campi dalle aie dietro la strada. Questo era il modello insediativo nel 1764 e rimane ancora visibile alla fine del XX secolo. Court House, la fattoria della demaniale e May's Farm, forse la fattoria di una grande proprietà terriera, erano apparentemente le uniche case di una certa consistenza dietro la strada nel 1764. May's Farm è una casa in pietra del XVII secolo, con pianta a forma di L e con timpano, con un'estensione posteriore del XVIII secolo. La casa presenta camini che potrebbero aver sostituito un camino centrale e il suo fronte principale ovest è stato notevolmente modificato. Delle case coloniche che si affacciavano sulla strada nel 1764, ne sopravvivono circa nove e sono tipicamente edificate in pietra locale, con tetti in ardesia e tetto a due spioventi; quasi tutte sembrano essere state costruite nel XVII secolo. Altre due grandi case furono costruite nella strada tra il 1764 e il 1840: Darley House sul lato ovest, vicino alla chiesa, e Hullavington House sul lato est, vicino all'estremità sud. Nello stesso periodo fu ampliata la casa del vicariato. Darley House fu restaurata nel 1914. Lo Star, sul lato ovest, e il Queen's Head, un edificio probabilmente del XVIII secolo sul lato est, furono aperti come pub nel 1819 e nel 1989. Intorno al 1900 lo Star fu ricostruito e nel 1903 al Queen's Head fu rifatta la facciata. Pochi cottage anteriori al 1700 sopravvivono nella strada, ma molti cottage e piccole case del XVIII e XIX secolo si trovano su entrambi i lati. L'Eton College era proprietario del maniero di Hullavington e nel 1935 e 1936 l'Eton College Housing Society costruì i Jubilee Cottages, due case a schiera di quattro piani disposte a mezzaluna, a cui si sono aggiunte altre ristrutturazioni nel XX secolo. Una chiesa fu costruita sul lato est del cimitero che si affaccia sulla strada tra il 1504 e il 1535. Nel XIX secolo era una locanda chiamata The Plough, chiusa nel 1877 e demolita alla fine del XIX secolo.
Fino alla fine del XX secolo, tutti i terreni di Hullavington venivano sfruttati partendo dagli edifici lungo la strada, ai cui lati si snodavano sentieri che conducevano tra le case e gli edifici agricoli retrostanti. Nel 1764 lungo i sentieri sorgevano alcune case e cottage, in particolare Watts Lane, dove sopravvive una casa dei primi del XVIII secolo, e Frog Lane. All'inizio del XIX secolo, in ognuno di essi fu costruita una cappella non conformista. Dopo la seconda guerra mondiale furono costruite nuove abitazioni sui pascoli dietro entrambi i lati della strada e all'estremità nord. Sul lato ovest, nel 1950, furono costruite 22 case popolari a Greens Close, nel 1956 4 bungalow popolari a Hill Hayes Lane e 14 a Latimer intorno al 1976. A breve distanza a nord del villaggio, alla fine del XVIII secolo, fu costruita una piccola casa in un vicolo a ovest della strada. All'inizio del XIX secolo, nel vicolo furono costruiti dei cottage, uno dei quali risale al 1829, e nel 1840 vi sorgevano una cappella anticonformista e circa 10 cottage. Altri piccoli cottage erano stati costruiti entro il 1885, quando l'insediamento si chiamava Newtown. Altri ancora furono costruiti tra la fine del XIX secolo e l'inizio del XX secolo. La costruzione di case all'estremità nord del villaggio di Hullavington dopo il 1945 unì Newtown alla parte principale del villaggio. Inoltre, a breve distanza a nord del villaggio, un piccolo gruppo di cottage sulla terraferma risalente al 1764 o a un periodo precedente era chiamato Piccadilly.
Fino al XX secolo gli unici cottage lontani dal villaggio erano alcuni in Hill Hayes Lane, dove sopravvivono diversi edifici risalenti al XIX e XX secolo. Tre cottage furono costruiti vicino alla stazione di Hullavington intorno al 1903, e alla fine del XX secolo quattro case furono costruite vicino a Bradfield Manor Farm e quattro bungalow in un orto accanto alla strada Malmesbury-Chippenham. La base R.A.F. di Hullavington fu inaugurata nel 1937. L'aeroporto comprendeva circa 159 acri a sud e sud-est del villaggio di Hullavington, ma la maggior parte delle piste si trovava nella parrocchia di Malmesbury e la maggior parte degli uffici a Stanton St Quintin. Due coppie di hangar furono costruiti nella parrocchia di Hullavington e, vicino al villaggio di Hullavington, a cui erano collegati da Frog Lane, furono costruite 94 case in Wellington Place nel periodo 1955-57. All'incrocio a nord del villaggio, nel 1922 fu aperto un cimitero, gestito da un comitato parrocchiale per le sepolture, e nel 1939 fu costruito un centralino telefonico. In Hill Hayes Lane, nel 1971, fu costruita una nuova sala comunale.

## Monumenti e luoghi d'interesse

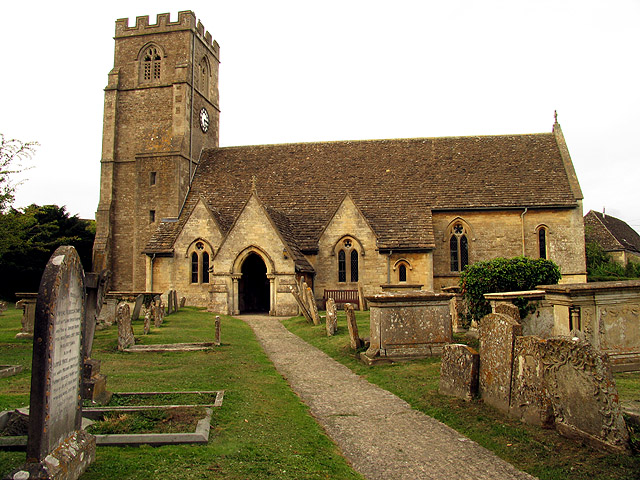
Chiesa di Santa Maria

Ci sono vari edifici storici e altri siti d'interesse nel territorio di Hullavington, in particolare le chiese. La chiesa e il maniero di Hullavington nell'Alto Medioevo appartenevano all'abbazia di St Victor-en-Caux, e il tribunale a nord-ovest della chiesa sorge presumibilmente sul sito dell'antico maniero. L'abbazia aveva un priorato in Inghilterra e, tra la metà del XII secolo e l'inizio del XV secolo, è possibile che i monaci vi abbiano talvolta vissuto. I suoi edifici erano in cattive condizioni nel 1416 e si diceva che le stanze e una cappella sul lato est della sala, una stanza sul lato ovest, la cucina, una portineria orientale, un grande fienile e altri edifici agricoli fossero tutti senza tetto o crollati. Queste condizioni di degrado erano forse esagerate e gran parte venne riparata entro il 1443, quando si diceva che la sala fosse ben costruita. Incorporava ancora una cappella, aveva stanze e una cucina a nord, un granaio a sud e una portineria. Il Court House è stato adattato da un edificio medievale di cui sopravvive un portale in legno a due archi. La casa ha un passaggio a croce centrale con l'atrio a sud. All'inizio del XVII secolo, quando la casa era abitata da Thomas Ivy, furono costruiti un piano superiore e un comignolo nell'atrio e un passaggio a nord e, a sud, un'ala a croce orientale furono aggiunti o ricostruiti. Un portico orientale a due piani fu costruito, probabilmente verso la fine del XVII secolo. All'inizio o alla metà del XVIII secolo, quando era abitata dalla famiglia Jacob, una stanza nell'ala sud fu rivestita di pannelli, fu costruita una sporgenza posteriore contenente una nuova scala e gran parte della casa fu rinnovata. L'intera casa fu ristrutturata nel XVIII secolo. Una stanza al piano superiore presenta pannelli in quercia restaurati dell'inizio del XVII secolo.

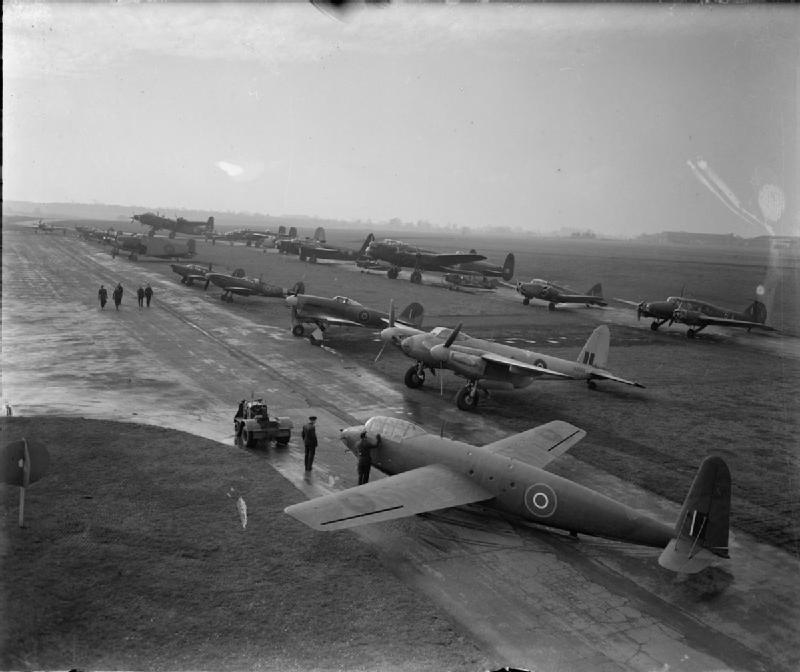
Aeroporto RAF di Hullavington durante la seconda guerra mondiale

Farleaze Farm, a nord di Surrendell Farm, è una casa a forma di T risalente all'inizio del XVII secolo, con aggiunte della fine del XVIII e del 1930 circa. I suoi edifici agricoli includono un fienile in pietra della fine del XVIII o dell'inizio del XIX secolo. A nord due cottage furono costruiti all'inizio del XX secolo  e altri due nel 1946. A nord-ovest di Farleaze Farm, una fattoria chiamata Kingsthorns, esistente nel 1736, fu demolita poco dopo il 1820. Dunley Farm si trovava nell'angolo occidentale della parrocchia nel 1773. La fattoria era presumibilmente Dunley House, così chiamata nel 1688. Parte di un edificio in rovina è tutto ciò che rimane sul suo sito. Nel 1842 fu costruita una nuova fattoria, East Dunley Farm, a nord-est di essa. Sempre a ovest di Surrendell Farm, nel XVIII secolo, prima del 1773, furono costruiti un fienile e una piccola casa. La casa fu successivamente ampliata in mattoni. Fosse Lodge, una loggia gotica con una torretta ottagonale, fu costruita nel 1835 tra l'Elm e l'Ash sulla Foss Way, vicino al sito di una cappella nella parrocchia di Grittleton.
- Chiesa di Santa Maria (in inglese Church of St. Mary). La chiesa di Hullavington e quella di Surrendell seguirono le sorti del maniero, passando dalla famiglia Mortimer all'abbazia di St Victor-en-Caux all'inizio del XII secolo e successivamente alla Corona e poi all'Eton College nel 1443. Un vicariato fu ordinato entro il 1240 e probabilmente prima di allora le chiese erano gestite dai monaci dell'abbazia. La chiesa di Hullavington era conosciuta come chiesa di Santa Maria Maddalena dal 1408, ma fu successivamente dedicata a Santa Maria Vergine dal 1763. La navata e il presbiterio risalgono al XII secolo, la cappella e il portico adiacenti al XIII secolo e la torre originale fu costruita nel XIV secolo. Tra il 1871 e il 1872 la chiesa subì un'importante ristrutturazione realizzata da A. W. Bloomfield. La torre fu sostituita e molte aree della chiesa furono restaurate. Nel 1917 il paravento in legno del XIV e XV secolo fu rimosso. Nonostante queste modifiche, le panche del XV secolo sono ancora visibili nel XXI secolo, insieme a una delle finestre originali del XIII secolo. La chiesa presenta anche diverse iscrizioni del XVII e XVIII secolo, tra cui commemorazioni di membri della famiglia Ivye, che detenevano la signoria del maniero di Hullavington durante il XVI e il XVII secolo. Un'altra interessante iscrizione racconta della morte di una donna di Hullavington di nome Hannah Twinnoy, uccisa da una tigre a Malmesbury nel 1703. Un resoconto riporta che "Era una domestica alla White Lion Inn, dove si teneva un'esposizione di animali selvatici, tra cui una tigre ferocissima, che imprudentemente si divertiva a stuzzicare, nonostante le ripetute proteste del suo guardiano. Un giorno, mentre si divertiva con questo pericoloso diversivo, l'animale infuriato, con uno sforzo straordinario, sfuggì al controllo, balzò verso l'infelice ragazza, le afferrò la veste e la fece a pezzi". I registri ecclesiastici iniziarono a essere redatti nel 1557, ma probabilmente presentano alcune omissioni nel corso del XVII secolo. Oltre a quelli in uso, sono conservati presso il Wiltshire & Swindon History Centre. La chiesa è un elemento importante della comunità di Hullavington. L'English Heritage ha inserito dal 28 ottobre 1959 la chiesa di Santa Maria a Hullavington tra gli edifici storici come monumento classificato di prima categoria col numero 1356040. La chiesa appartiene alla diocesi di Bristol.[11][12][13]
- Aeroporto della RAF.

## Geografia antropica

### Urbanistica
La parrocchia civile di Hullavington comprende, oltre al villaggio di Hullavington, il borgo di Bradfield e l'ex borgo di Surrendell.

### Bradfield
È probabile che Bradfield fosse un borgo nell'Alto Medioevo, quando il maniero di Bradfield aveva apparentemente affittuari consuetudinari, e nel 1377 Bradfield contava 21 contribuenti. Verso la fine del XV secolo, tuttavia, il maniero di Bradfield e la sua fattoria erano quasi certamente gli unici edifici presenti. Nel 1989 gli unici altri edifici rimasti erano un paio di cottage della metà del XIX secolo e un bungalow del XX secolo, ma gli edifici vicini tra questi e la vecchia stazione di Hullavington conferivano nuovamente a Bradfield l'aspetto di un villaggio.

### Surrendell
Surrendell nel 1249 era presumibilmente un borgo, quando aveva una chiesa ed aveva probabilmente un gruppo di fattorie vicino al sito di Surrendell Farm. Un riferimento a Surrendell Street nel 1316, tuttavia, potrebbe non essere stato riferito a una strada del villaggio. Surrendell aveva 37 contribuenti al poll tax nel 1377. Una nuova casa padronale fu costruita tra il 1545 e il 1575 e all'inizio del XVII secolo, probabilmente poco prima del 1631 e apparentemente per sostituire l'ex casa di riposo principale che sorgeva nel 1577, fu costruita Surrendell Farm. A partire dal XVII secolo, nuove fattorie sorsero altrove e il borgo potrebbe essere stato costituito solo dalla chiesa, dalla casa padronale, dalla fattoria e dagli edifici agricoli. La chiesa era in rovina alla fine del XVII secolo e la casa padronale fu demolita intorno al 1871, quando un camino fu rimosso per essere utilizzato altrove. La casa padronale sorgeva vicino e a ovest di Surrendell Farm. Un disegno di parte di ciò che sopravvisse a metà del XIX secolo mostra una fila di case a due piani con soffitte risalente al XVII secolo, con finestre a bifore e traverse. Surrendell Farm è costituita da un'unica fila di due piani con soffitte e presenta tre grandi timpani sui prospetti nord e sud e finestre con cornici in pietra e modanature ovali. Un grande granaio fu costruito contro l'estremità orientale nel XVIII secolo. Accanto a Pig Lane, un paio di cottage furono costruiti all'inizio del XX secolo e ricostruiti come abitazione alla fine del XX secolo.

## Economia
La parrocchia da secoli ha un'economia principalmente agricola. Verso la fine del XVI secolo, l'affitto di un ovile e di 60 acri, delimitati da un campo di Broad Leaze, suggerisce che fu creata una nuova fattoria. All'inizio del XVII secolo furono costruite una nuova fattoria a Surrendell e Farleaze Farm. Dunley House era probabilmente una fattoria verso la fine del XVII secolo. I terreni del maniero di Surrendell nel 1665 comprendevano 17 su 20 acri e i loro nomi suggeriscono che allora o in passato molti di essi fossero utilizzati per l'allevamento del bestiame. Intorno al 1670, tuttavia, molti pascoli furono arati. Nel 1736 la terra di Surrendell era stata divisa fra tre fattorie: Surrendell al centro lavorava nella fattoria dei primi anni del XVII secolo e in un fienile a ovest di essa, Kingsthorns o Farleaze a nord lavorava in due gruppi di edifici agricoli e Dunley a sud lavorava nella fattoria nell'angolo sud-est della parrocchia. Gli edifici chiamati Kingsthorns furono rimossi all'inizio del XIX secolo. Nel 1840 la fattoria Surrendell era di 397 acri, inclusi 240 acri di pascolo, la fattoria Farleaze era di 157 acri, inclusi 112 acri di pascolo, e la fattoria Dunley era di 200 acri, inclusi 105 acri di seminativo. Dal 1842 Dunley fu sfruttata dalla nuova fattoria a nord-est di quella vecchia. Nel 1928 la fattoria Surrendell si estendeva per 393 acri, Dunley, poi East Dunley, per 134 acri, e Farleaze per 156 acri. Nel 1989 quasi tutto il terreno era arabile e nessuna delle fattorie era utilizzata per l'agricoltura. Circa 211 acri della fattoria Surrendell erano sfruttati da Malmesbury e il resto della fattoria Surrendell, insieme alla fattoria East Dunley che fino agli anni ottanta era utilizzata principalmente per la produzione di latte, per un totale di circa 360 acri, era sfruttato per il proprietario da vari appaltatori. Parte della fattoria Farleaze era utilizzata per l'allevamento di cavalli, mentre il resto era sfruttato da Sherston come parte di un'azienda agricola arabile e per la produzione di latte.

## Trasporti
Hullavington Street, West Field Lane che da essa conduce a sud, e Down Lane che da essa conduce a nord potrebbero essere stati tratti di una strada Corston-Grittleton e, in tal caso, l'estremità settentrionale, che potrebbe essere stata la strada chiamata Corston Lane nel 1592, era in disuso già a metà del XVIII secolo. La Street e Down Lane formano un incrocio con Bradfield Lane, che conduce da Norton ed Easton Grey, e Topsail Lane, così chiamata nel 1764, che si divide in rami che conducono a nord-est e, come Tining Lane, a sud-est verso la strada Malmesbury-Chippenham. Nel 1756 la strada Malmesbury-Chippenham fu trasformata in autostrada e nel 1820 West Field Lane, Hullavington Street e Topsail Lane e il suo ramo nord-est verso la strada Malmesbury-Chippenham furono trasformati in autostrada per formare un collegamento tra quella strada e una strada a pedaggio Draycot Cerne-Grittleton a sud della parrocchia. Nel 1903 la principale ferrovia Londra-Galles del Sud fu inaugurata attraverso la parrocchia con, a nord del villaggio, una stazione con binario di raccordo e pesa a ponte. La stazione di Hullavington fu chiusa al traffico passeggeri nel 1961 e completamente chiusa nel 1965.